# Ihar Krauczanka
Ihar Krauczanka (biał. Ігар Краўчанка; ros. Игорь Кравченко, Igor Krawczenko; ur. 3 maja 1973) – białoruski brydżysta, Mistrz Krajowy (PZBS), sędzia okręgowy PZBS.

## Wyniki brydżowe

### Zawody europejskie
W europejskich zawodach zdobył następujące lokaty:
| Zawody europejskie. Konkurencja teamów | Zawody europejskie. Konkurencja teamów | Zawody europejskie. Konkurencja teamów | Zawody europejskie. Konkurencja teamów | Zawody europejskie. Konkurencja teamów | Zawody europejskie. Konkurencja teamów |
| Rok                                    | Miejsce                                | Zawody                                 | Kategoria                              | Drużyna                                | Pozycja                                |
| -------------------------------------- | -------------------------------------- | -------------------------------------- | -------------------------------------- | -------------------------------------- | -------------------------------------- |
| 2009                                   | Wilno                                  | 2. Europejskie Zawody Małych Federacji | Open                                   | Belarus                                | 3                                      |

| Zawody europejskie. Konkurencja par | Zawody europejskie. Konkurencja par | Zawody europejskie. Konkurencja par | Zawody europejskie. Konkurencja par | Zawody europejskie. Konkurencja par | Zawody europejskie. Konkurencja par |
| Rok                                 | Miejsce                             | Zawody                              | Kategoria                           | Partner                             | Pozycja                             |
| ----------------------------------- | ----------------------------------- | ----------------------------------- | ----------------------------------- | ----------------------------------- | ----------------------------------- |
| 2009                                | San Remo                            | 4. Otwarte Mistrzostwa Europy       | Miksty                              | Alena Szochan                       | 32                                  |
| 2009                                | San Remo                            | 4. Otwarte Mistrzostwa Europy       | Open                                | Alena Szochan                       | 111                                 |

## Klasyfikacja
- Ihar Krauczanka – klasyfikacja WBF (ang.)
- Ihar Krauczanka – klasyfikacja EBL (ang.)
- Ihar Krauczanka – klasyfikacja PZBS